# Серпоклюв
Серпоклю́в (лат. Ibidorhyncha struthersii) — вид птиц отряда ржанкообразных, единственный вид рода серпоклювы (Ibidorhyncha), выделяемый в монотипическое семейство Ibidorhynchidae.

## Описание
Довольно крупный кулик: длина тела 38—41 см, вес 270—300 г. Самки обычно несколько крупнее самцов. Основная окраска оперения взрослых серпоклювов в брачном наряде светло-дымчато-серая, верх головы, лоб, широкая полоса вдоль затылка, уздечка, горло и полоса поперек груди чёрно-бурые. Спинная сторона и крылья буровато-серые. Бока головы, шея, зоб и низ спины голубовато-серые. Ноги тёмно-красные. Характерной особенностью серпоклювов является длинный (7—8 см) и тонкий, выгнутый вниз клюв ярко-красного цвета. С его помощью серпоклюв ищет добычу между камнями на дне рек и озёр, погружая голову в воду.

## Ареал и места обитания
Серпоклювы распространены в Средней Азии и Гималаях, от озера Иссык-Куль до южной границы Маньчжурии, они в небольших группах встречаются вдоль мелких каменистых горных рек и ручьёв, однако рек с очень быстрым течением серпоклюв избегает. Серпоклювы живут в горных регионах на высоте от 1700 до 4500 м над уровнем моря. В зимнее время они перекочёвывают в более низко расположенные местности, встречаются и в предгорьях, но редко. В России серпоклюв наблюдался только на Алтае, куда залетали лишь единичные экземпляры.
Также, они обитают в высокогорьях Центрального и Северного Тянь-Шаня, в пределах Казахстана по долинам рек Большая и Малая Алматинки, Чилик, Иссык, Каркара, Баянкол, Джунгарского Алатау, Чолдысу.

## Образ жизни
Серпоклюв населяет каменистые берега и острова горных рек. Важным условием является наличие островов, на которых эти птицы гнездятся. Эта птица неплохо плавает и часто пересекает реки вплавь или бродит по мелководью. В полёте напоминает небольших ибисов. Кормится на мелководье и на суше, питается различными беспозвоночными и мелкой рыбой.
Голос — довольно мелодичный двусложный свист, напоминающий голос большого улита и некоторых кроншнепов. Серпоклюв часто кричит в брачный период, в остальное время он становится молчаливым и очень осторожным.

## Размножение
Серпоклювы недолюбливают себе подобных, поэтому, организовав пару, сооружают гнездо не менее, чем в километре от родственников. Гнездо — небольшая ямка в камнях, с 3—4 яйцами, очень похожими на яйца вальдшнепа. Основное отличие — очень много серых тонов в окраске скорлупы (приспособление к маскировке кладки среди камней). Насиживают кладку и водят птенцов оба родителя. В это время они становятся очень осторожными и молчаливыми, поэтому увидеть выводок серпоклювов очень трудно. Точные сроки насиживания и воспитания птенцов неизвестны.
Как правило, серпоклюв выбирает для высиживания яиц места с камнями средних размеров, величиной с его тело. На слишком мелких камнях или же, наоборот, среди крупных валунов он сразу становится заметным, что повышает риск стать добычей хищника.

## Охрана
Серпоклювы являются редкими птицами, чьё существование находится под угрозой. Хотя ареал вида достаточно велик, биотопы, где обитает серпоклюв, ограничены, и его распространение часто носит ленточный характер. Угрозу представляет нарушение естественных биотопов вследствие перегона по ним скота, строительства гидротехнических сооружений, а также сильные паводки. Серпоклюв внесён в Красную книгу как вид, находящийся под угрозой исчезновения .
Серпоклюв объявлен птицей 2015 года в Казахстане для повышения осведомлённости населения об исчезающих видах.